# St. Martinus (Borsum)

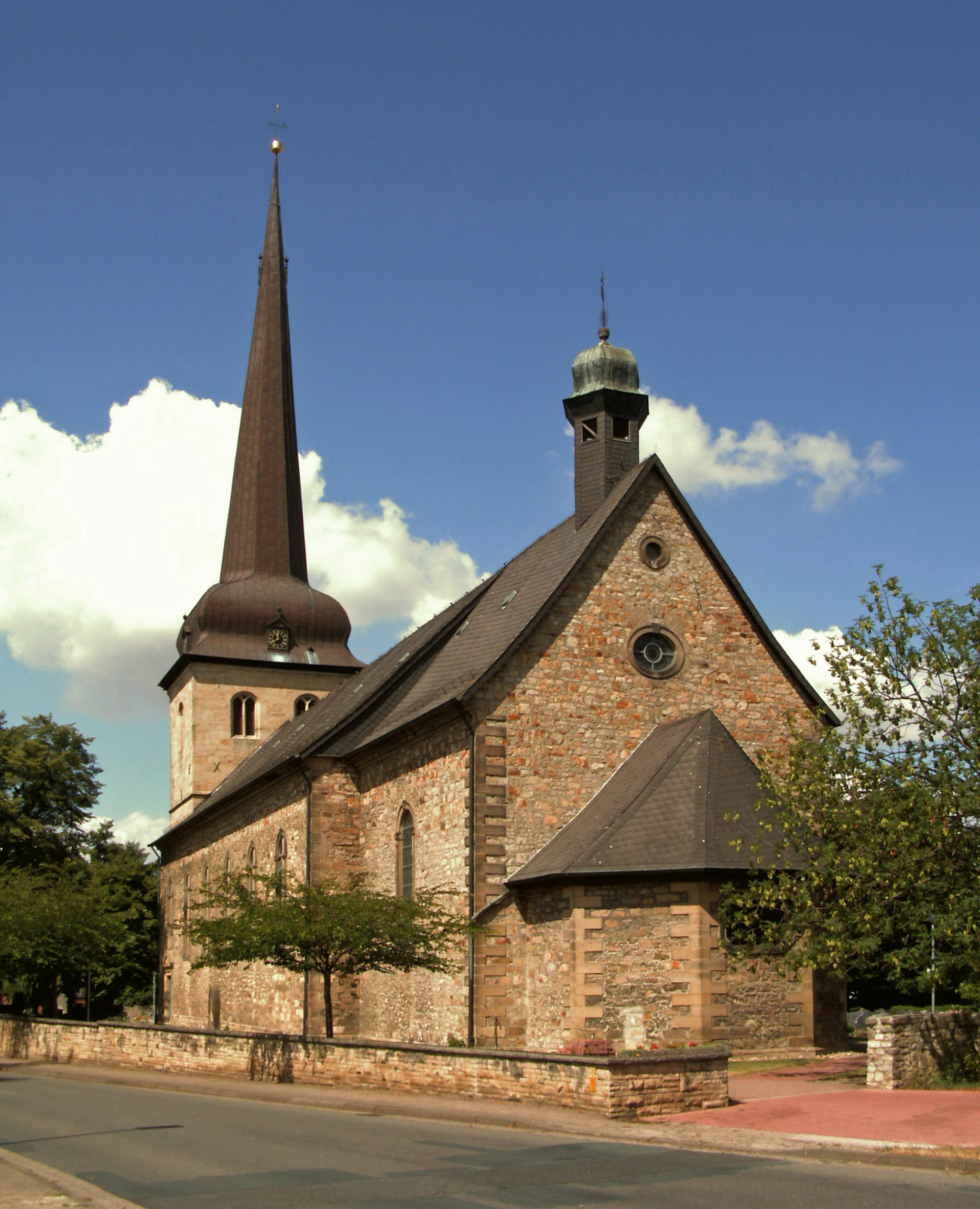
St. Martinus von Südosten

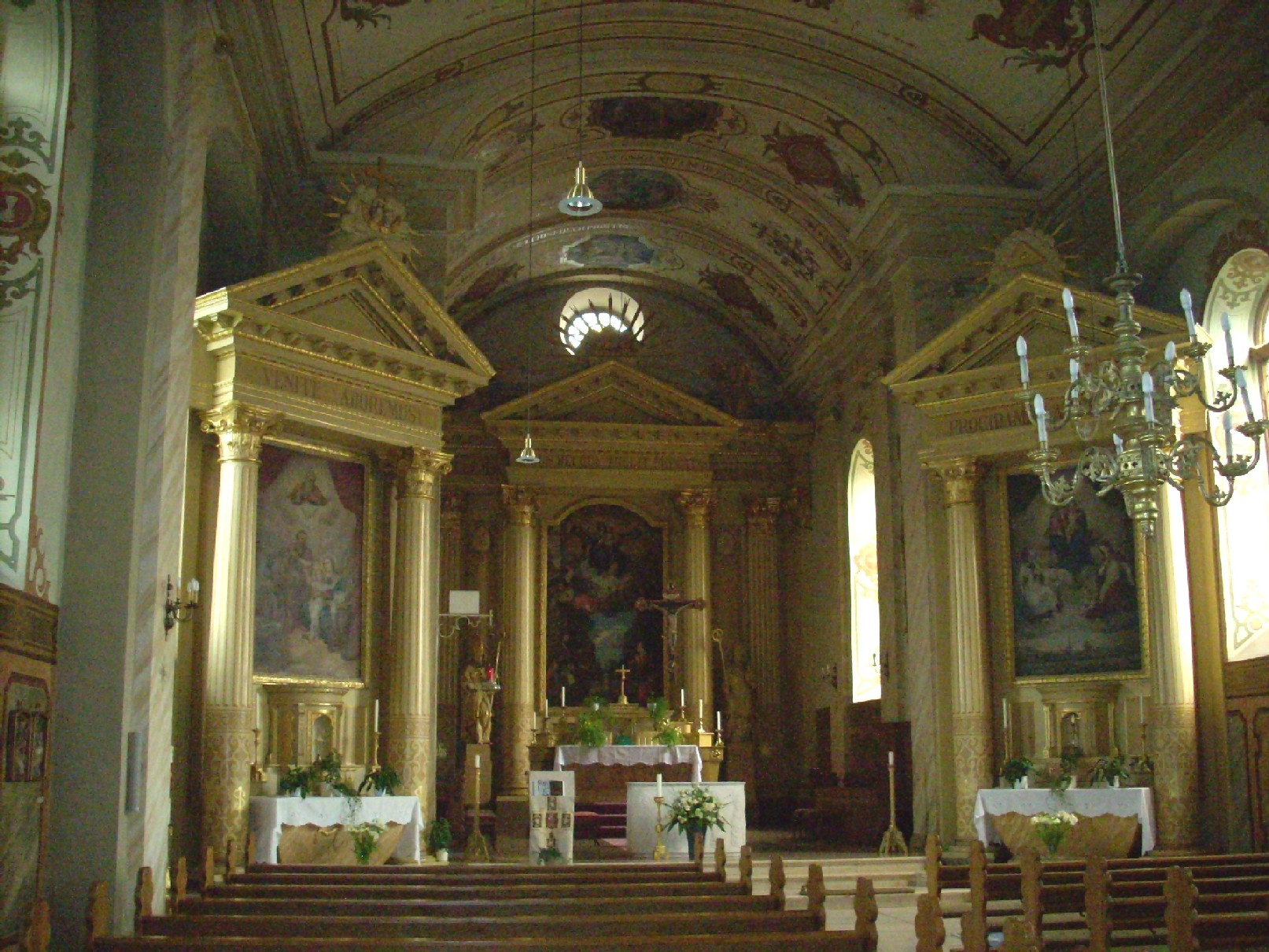
Inneres nach Osten

St. Martinus ist die katholische Pfarrkirche von Borsum, einem Ortsteil der Gemeinde Harsum im Landkreis Hildesheim in Niedersachsen. Ihre gleichnamige Pfarrei gehört zum Dekanat Borsum-Sarstedt des Bistums Hildesheim.
Die Kirche mit dem Patrozinium des heiligen Martin geht zurück auf die Zeit der fränkischen Sachsenmission und der planmäßigen kirchlichen Organisation unter Karl dem Großen und seinen Nachfolgern. Spätestens mit dem Abschluss der Archidiakonatseinteilung um 1020 ist auch das Archidiakonat St. Martin in Borsum gesichert.

## Geschichte und Architektur
Die Kirche wurde an der höchsten Stelle des Dorfes errichtet (in rund 91 Meter Höhe über dem Meeresspiegel), liegt damit jedoch, auch heute noch, am südöstlichen Dorfrand (Lange Straße 31). Das dürfte hier wie anderswo darin begründet sein, dass die Siedlung schon weitgehend bestand, als die Kirche gebaut wurde. Zugleich weist die Randlage hinüber zu den Dörfern des Borsumer Kaspels, des historischen Kirchspiels, das bis zur Reformation bzw. bis zur Errichtung eigener Pfarrkirchen im 19. Jahrhundert die Dörfer Adlum, Ahstedt, Edessum (Wüstung), Hönnersum, Hüddessum, Machtsum und Rautenberg umfasste.
Die heutige Martinskirche ist mindestens der dritte Bau an gleicher Stelle. Ihr ältester Teil ist der Turm, der 1499 in einer Zeit der Fehden, gleichzeitig mit einer Ummauerung des Kirchhofs, als Wehrturm errichtet wurde, zunächst allein stehend neben einer kleineren romanischen oder gotischen Kirche, später durch Krieg, Brand und Wiederherstellungen sowie durch den Anbau der heutigen Kirche stark verändert.
Die alte Kirche, von der keine Spuren erhalten sind, wurde 1710/1711 abgebrochen und durch die jetzige, bedeutend größere barocke Hallenkirche von 35 m Länge ersetzt. Erst 1749 erfolgte ihre Weihe durch Weihbischof Johann Wilhelm von Twickel.
Im Jahr 2002 fand eine umfassende Sanierung des Kirchturms statt. Hier wurden auch die Kupferplatten auf dem Turmhelm erneuert. Es wurden auch Uhren ergänzt, es sind nun auf allen vier Seiten des Turmhelms Turmuhren vorhanden. 
Seit dem 1. November 2014 gehören zur Pfarrei St. Martinus Borsum auch die Kirchen St. Georg in Adlum, St. Bernward in Hönnersum, St. Matthias in Hüddessum und St. Nikolaus in Machtsum. In den letzten Jahren davor bildeten diese fünf Kirchengemeinden bereits die Seelsorgeeinheit Borsumer Kaspel.
Am 14. April 2018 wurde in der Kirche das Requiem für Hermann Schnipkoweit gefeiert.

## Ausstattung
Im 18. Jahrhundert entstanden die bis heute erhaltene Kanzel, die Beichtstühle und der Taufbrunnen in den Formen des Spätbarock. Die klassizistischen Ädikulä der Altäre stammen aus dem Kloster Derneburg. Sie waren wenige Jahre vor dessen Säkularisation 1803 neu angefertigt worden. Der letzte Prior von Derneburg Johann Engelhard Piper, ein gebürtiger Borsumer, vermittelte ihre Einlagerung und den Einbau in St. Martinus 1808/1809. Der Hochaltar enthält zwei überlebensgroße Statuen, die des hl. Bernward von Hildesheim (links) und des hl. Godehard von Hildesheim (rechts), erkennbar an ihren Attributen. Den oberen Abschluss des Hochaltars bildet das Lamm Gottes aus der Offenbarung des Johannes als zentrales Eucharistiesymbol. 
Aus Anlass des 400-jährigen Turm- und 150-jährigen Kirchweihjubiläums 1899 erhielt die Kirche durch den Mainzer Kirchenmaler Valentin Volk eine neue Innenausmalung im Stil des Neobarock. Die Szenen des Gewölbes zeigen das Glaubensbekenntnis in den fünf wichtigsten Abschnitten. Die Deckengemälde des Altarraums zeigen alttestamentliche Vorbilder für die Eucharistie, diese werden durch zwei Gemälde links und rechts im Altarraum vervollständigt. Die Aussagen der Deckengemälde werden in den Fensterlaibungen fortgesetzt.
Im Rahmen der Grundsanierung in den 1980er Jahren wurde der jetzige weiße Volksaltar eingebaut.
Die Gemeinde besitzt eine historische Krippe (um 1900); diese wird am rechten Seitenaltar aufgebaut. Ebenfalls am rechten Seitenaltar wird zum Karfreitag ein sog. „Heiliges Grab“ aufgestellt, ein sonst vor allem in Süddeutschland und Österreich gepflegter Brauch. Ab Ostersonntag ersetzt eine Figur des Auferstandenen (um 1900) den Grabchristus. Der bei Prozessionen benutzte Baldachin ist ebenfalls historisch.
Die Kindertagesstätte St. Martinus (Landwehrstraße 16) wurde 1996 erbaut.

## Orgel

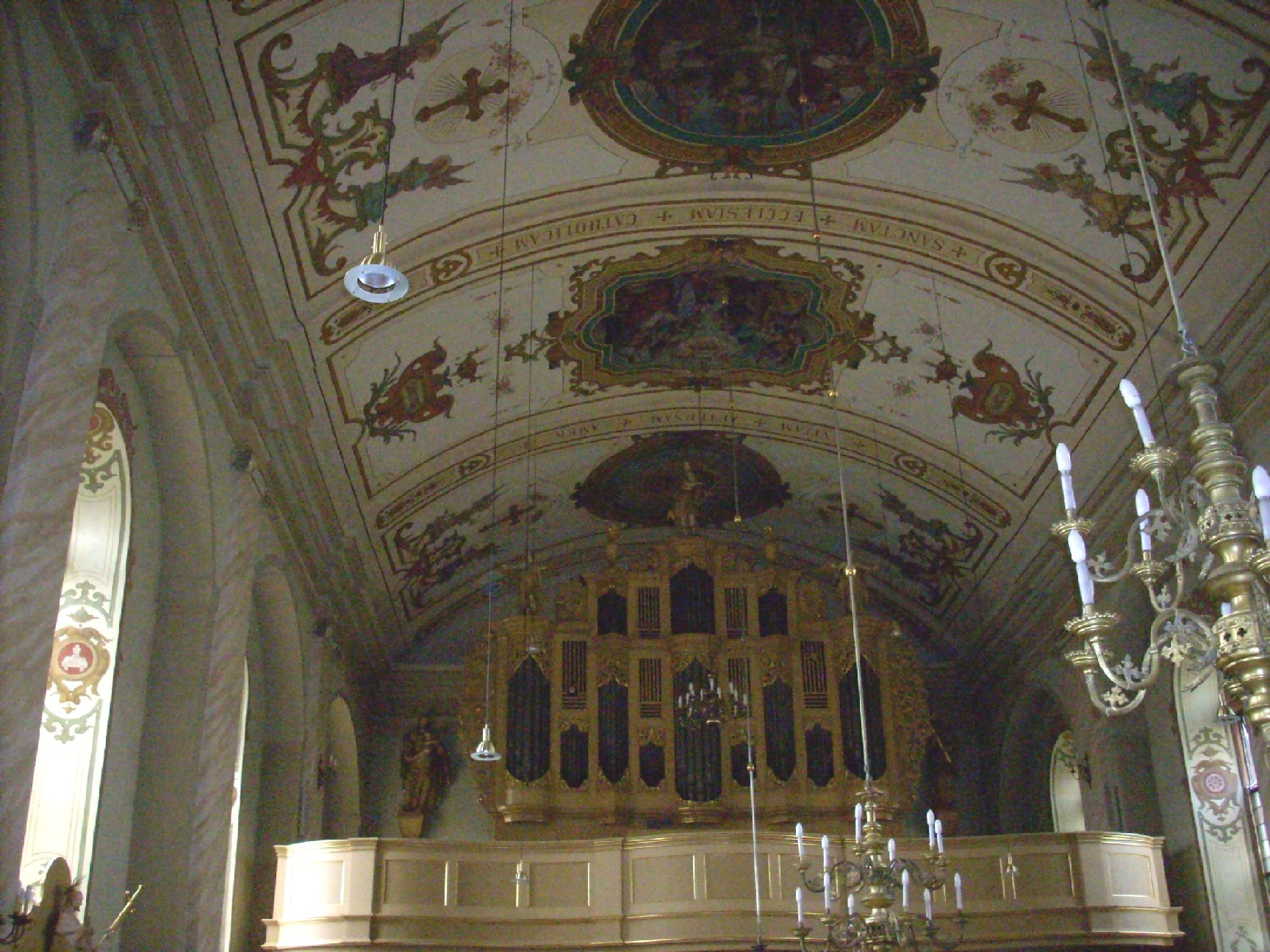
Kircheninneres nach Westen, Orgel

Die Barockorgel wurde 1767 vom Hildesheimer Orgelbaumeister Johann Conrad Müller gebaut.
Sie besitzt 1990 Pfeifen, von denen 110 im Prospekt sichtbar sind. Die Pfeifen verteilen sich auf 25 Register im Haupt-, Ober- und Pedalwerk. Der Prospekt ist in fünf Pfeifentürme gegliedert, zwei Pedaltürme und drei Türme mit den Prinzipalpfeifen der Manualregister. Zusätzlich enthält die Orgel zwei Zimbelsterne mit Glöckchen. Der Spieltisch, der 1968/69 von Orgelbaumeister Manfred Gaulke aus Hüddessum (Harsum) erneuert worden war, verfügt über zwei Manuale und Pedal. 1911 wurde ein elektrisches Gebläse nachgerüstet. 
| I Hauptwerk        |        |
| Quinta Dena        | 16′    |
| Prinzipal          | 8′     |
| Rohrflöte          | 8′     |
| Gemshorn           | 4′     |
| Flûte traversière  | 8′     |
| Oktave             | 4′     |
| Quinta             | 3′     |
| Sesquialtera II    | 2 1⁄2′ |
| Superoktave        | 2′     |
| Mixtur IV          | 1′     |
| Trompete           | 8′     |
| Vox Humana         | 8′     |
| Zimbelstern Rechts |        |
| Zimbelstern Links  |        |

| II Oberwerk     |    |
| Gedackt         | 8′ |
| Prinzipal       | 4′ |
| Flute           | 4′ |
| Oktave          | 2′ |
| Sexqui Altem II | 3′ |
| Mixtura III     | 1′ |
| Haut Bots       | 8′ |
| Tremulant       |    |

| Pedal            |     |
| Subbaß           | 16′ |
| Prinzipal        | 8′  |
| Octava           | 4′  |
| Rauschpfeife III | 3′  |
| Posaunenbass     | 16′ |
| Trompetenbass    | 8′  |